# Cueva de la Canaleja
La Cueva de la Canaleja es una microrreserva y Lugar de Importancia Comunitaria (LIC) situada en el término municipal de Abánades, en la provincia de Guadalajara, es un espacio incluido en la Red Natura 2000, con una extensión de 163 ha.

## Descripción

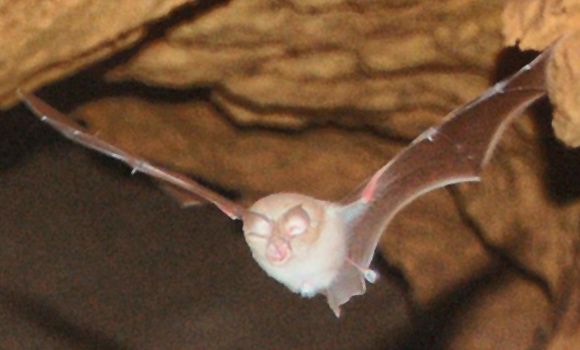
Rhinolophus euryale.

- Código NATURA 2000:

LIC - ES4240013
ENP Microrreserva.
- Extensión:

LIC - 162,92 ha
Microrreserva - 0,89 ha
- Altitud:

Mínima - 1060 m
Media - 1100 m
Máxima - 1139 m
- Localización: W/E (Greenwich).

Longitud - W 2° 27' 50.
Latitud - N 40° 54' 26.

### Características
La importancia de esta zona reside, esencialmente en su valor como refugio de quirópteros, especialmente para las especies Myotis myotis, Rhinolophus euryale y Miniopterus schreibersii.
El entorno de protección de la cueva incluye, fragmentos bien conservados de encinar y quejigar, con partes de aliagar y cambronal.

### Flora
La zona de protección de la microrreserva, está ocupado por un bosque de quejigos y encinas, acompañados por brezales oromediterráneos, endémicos, mezclados con aliagas.

### Vulnerabilidad
La zona es vulnerable al excesivo tránsito humano, así como a su posible uso como basurero.